# دانبر شرقی، فورت مایرز، فلوریدا
دانبر شرقی (به انگلیسی: East Dunbar) یک منطقهٔ مسکونی در ایالات متحده آمریکا است که در فورت مایرز، فلوریدا قرار دارد. دانبر شرقی ۲٫۱ کیلومتر مربع مساحت و ۱٬۹۳۵ نفر جمعیت دارد.